# Saint-Connec
Saint-Connec (bret. Sant-Koneg) – miejscowość i gmina we Francji, w regionie Bretania, w departamencie Côtes-d’Armor.
Według danych na rok 1990 gminę zamieszkiwało 280 osób, a gęstość zaludnienia wynosiła 26 osób/km² (wśród 1269 gmin Bretanii Saint-Connec plasuje się na 953. miejscu pod względem liczby ludności, natomiast pod względem powierzchni na miejscu 812.).